# کهنویه (خنج)
کهنویه روستایی از توابع بخش مرکزی شهرستان خنج در استان فارس می‌باشد. پیشهٔ عمده مردم این روستا کشاورزی و دامداری است. در زبان محلی به این روستا کَهنِه هم گفته می‌شود.
کشاورزی در این روستا رونق زیادی دارد. برخی از محصولات کشاورزی این روستا عبارتند از: کنجد، گندم، صیفی جات، درختان خرما، لیمو ترش، پرتقال، نارنگی، لیمو شیرین. این روستا یک قنات قدیمی به نام نهلویه یا به گویش محلی نهله و قنات و منطقه دیگر به نام خورویه يا خَوُرِه دارد و قسمتی از کشاورزی روستا تحت پوشش این دو قنات است. مردم کهنویه به زبان اچمی خنجی صحبت می‌کنند.

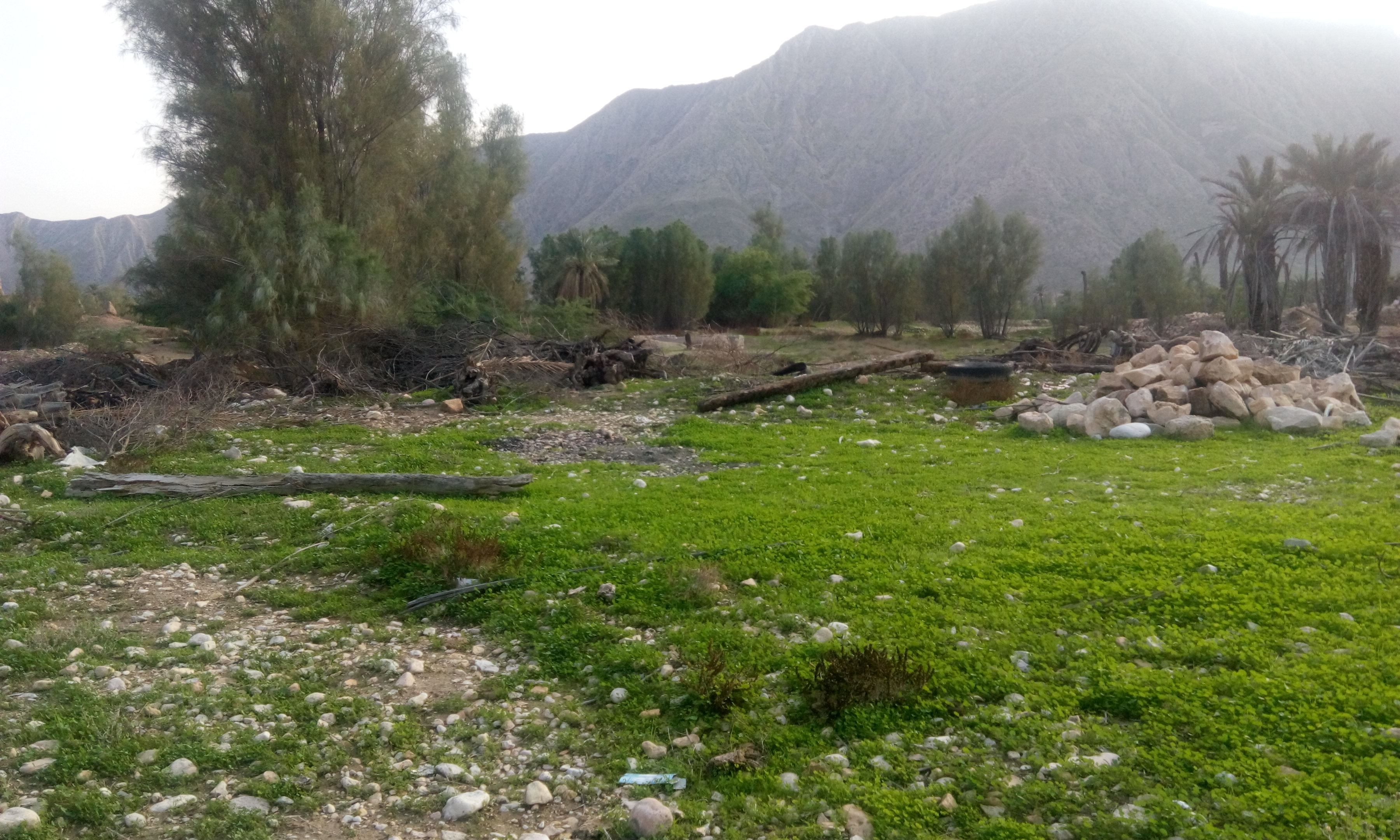
گرفته شده توسط [https://www.instagram.com/setar.nmv/ علیرضا نامور

## جمعیت
این روستا در دهستان کهنویه قرار دارد و بر اساس سرشماری مرکز آمار ایران در سال ۱۳۸۵، جمعیت آن ۱٬۰۷۳ نفر (۱۹۴ خانوار) بوده‌است.

## زبان
زبان مردم روستای کهنویه زبان اچمی خنجى یا به اصلاح زبان لاری  که این زبان با نام‌های اَچُمی، لاری، و خودمونی نیز خوانده می‌شود، زبان مردم ساکن در جنوب فارس، غرب هرمزگان و شرق بوشهر است. این زبان همچنین در میان جوامع مهاجر ایرانی کشورهای حاشیهٔ خلیج فارس نیز رواج دارد. اچمی زبان غالب شهرستان‌های لارستان، خنج، گراش و اوز در فارس و شهرستان بستک در هرمزگان است. این زبان به جاماندهٔ پارسی میانه است و دستور زبان خاص خود را دارد.
امروزه زبان اچمی به خاطر تفاوت‌های زیادش با زبان پارسی معیار به عنوان یک زبانِ مستقل از شاخهٔ زبان‌های ایرانی‌تبار جنوب غربی قلمداد می‌شود. گویش‌های زبان اچمی همانند فارسی و لری، نوادهٔ پارسی میانه محسوب می‌شوند. این زبان به خاطر نگه داشتن واژگان بسیاری از پارسی میانه، از فارسی نو خالص‌تر است و حتی هنوز ارتباط نزدیکی با پارسی باستان دارد.
نودو پنج درصد مردم کهنویه با زبان اچمی صحبت میکنند و مابقی زبان ترکی و فارسی می باشد و شغل اکثر جوانان این روستا در امارات مشغول به کار هستند